# Takács Károly
Takács Károly (Budapest, 1910. január 21. – Budapest, 1976. január 5.) kétszeres olimpiai bajnok sportlövő, edző, alezredes.

## Életpályája
Fiatalon katonai pályára lépett, őrmesterként szolgált. A Honvéd Tiszti Sportegylet versenyzőjeként kezdte a sportlövészetet. Élete nagy fordulatot vett, amikor 1938-ban egy gránátbaleset során elvesztette jobb kézfejét, emiatt megtanult bal kézzel írni és lőni. Az 1939-es luzerni világbajnokságon már az ötalakos gyorspisztoly csapat (Badinszky László, Börzsönyi Lajos, Dombi Ede, Takács Károly, Vadnay László) győztes tagja volt. Egyéniben negyedik lett. 1940-ben a kisöbű sportpisztolyos versenyszámban magyar bajnok lett.
A második világháború alatt fronttisztként szolgált. A világháború után a budapesti Partizán Sport Klub, majd a Budapesti Honvéd versenyzőjeként az önműködő sportpisztollyal ötszörös, a kisöbű sportpisztollyal egyszeres és a nagyöbű sportpisztollyal négyszeres országos bajnok lett.

### Az olimpiákon

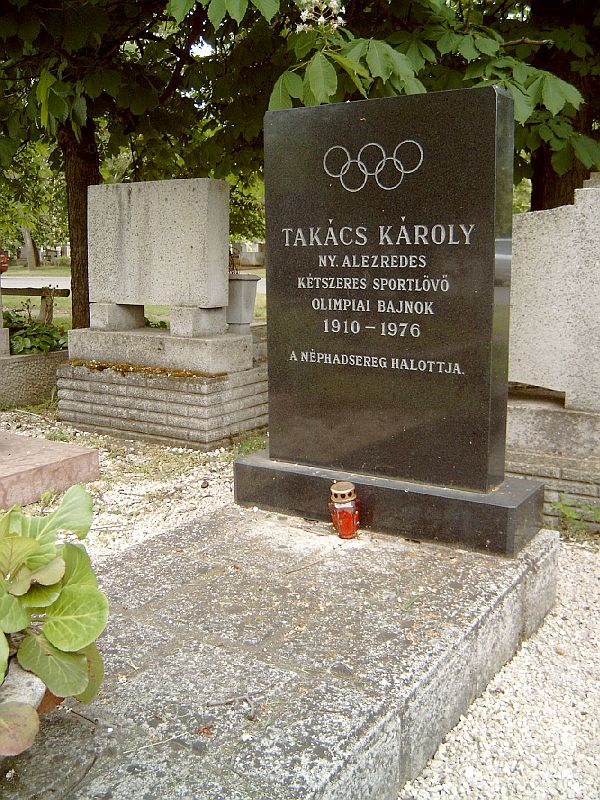
Takács Károly sírja Budapesten. Új köztemető: 75/2-1-35.

Az 1948-as londoni olimpián ötalakos gyorstüzelő pisztolyban ötvenkilenc induló közül 580 körrel, világcsúccsal (tíz körös céltáblán hatvan lövésből elért eredmény) megszerezte az olimpiai bajnoki címet. Négy évvel később, az 1952-es helsinki olimpiai játékokon szintén az ötalakos gyorstüzelő pisztollyal 53 indulóból 579 körrel megvédte olimpiai bajnoki címét. Mögötte ezüstérmes saját tanítványa, Kun Szilárd lett. Az 1956-os melbourne-i olimpián csak a nyolcadik helyet tudta megszerezni.
Az 1955-ös bukaresti Európa-bajnokságon, illetve az 1958-as moszkvai világbajnokságon egyéniben hadipisztollyal és csapatban ötalakos sportpisztollyal bronzérmet szerzett. Pályafutása során huszonöt alkalommal volt a válogatott tagja.
Már aktív sportolóként is vállalt edzésvezetést a Budapesti Honvéd együttesében. Tanítványai között volt Kun Szilárd és Hammerl László is. Visszavonulása után haláláig a Honvéd edzője és a Zrínyi Miklós Katonai Akadémia sportlövő tanára volt.
Ismert volt kitartásáról, kemény idegzetéről és precizitásáról. Edzéseken többször térdig állt a töltényhüvelyekben. Hivatásos katonaként tovább lépett előre a ranglétrán, alezredessé léptették elő.

## Rekordjai

### Gyorstüzelő pisztoly, 60 lövés
- 574 kör (1948. április 3., Budapest) országos csúcs
- 578 kör (1948. április 11., Budapest) országos csúcs
- 580 kör (1948. augusztus 5., London) világ- és olimpiai csúcs
- 583 kör (1951. május 2., Budapest) országos csúcs
- 589 kör (1953. március 22., Budapest) országos csúcs

### Gyorstüzelő pisztoly, 30 lövés
- 574 kör (1948. október 13., Budapest) országos csúcs

### Hadi pisztoly, 25 méter, 60 lövés
- 562 kör (1952. március 18., Budapest) országos csúcs
- 572 kör (1952. december 6., Pécs) országos csúcs

### Hadi pisztoly, 25 méter, 30 lövés
- 285 kör (1951. február 25., Budapest) országos csúcs
- 288 kör (1951. szeptember 27., Budapest) országos csúcs

### Hadi pisztoly, 50 méter, 60 lövés
- 438 kör (1951. május 6., Budapest) országos csúcs
- 485 kör (1953. augusztus 2., Budapest) országos csúcs
- 490 kör (1953. november 15., Budapest) országos csúcs

## Díjai, elismerései
- Magyar Népköztársasági Sportérdemérem arany fokozat (1951)[2]
- A Magyar Népköztársaság kiváló sportolója (1951)[3]
- A Magyar Népköztársaság Érdemes Sportolója (1954)[4]
- Mesteredző (1962)
- Az évszázad magyar sportlövője (2000)

## Emlékezete
- Takács Károly vándorkupa
- Takács Károly terem (Csanádi Árpád Általános Iskola) (1991)